# Saint-Étienne-de-Cuines
Saint-Étienne-de-Cuines (Savoyaards: Sant-Ètièno-de-Cuynâ) is een gemeente in het Franse departement Savoie in de regio Auvergne-Rhône-Alpes. De plaats maakt deel uit van het arrondissement Saint-Jean-de-Maurienne en ligt aan de voet van de bekende bergpas Col du Glandon. Saint-Étienne-de-Cuines telde op 1 januari 2022 1.193 inwoners.

## Geografie
De oppervlakte van Saint-Étienne-de-Cuines bedroeg op 1 januari 2022 20,5 vierkante kilometer; de bevolkingsdichtheid was toen 58,2 inwoners per km².

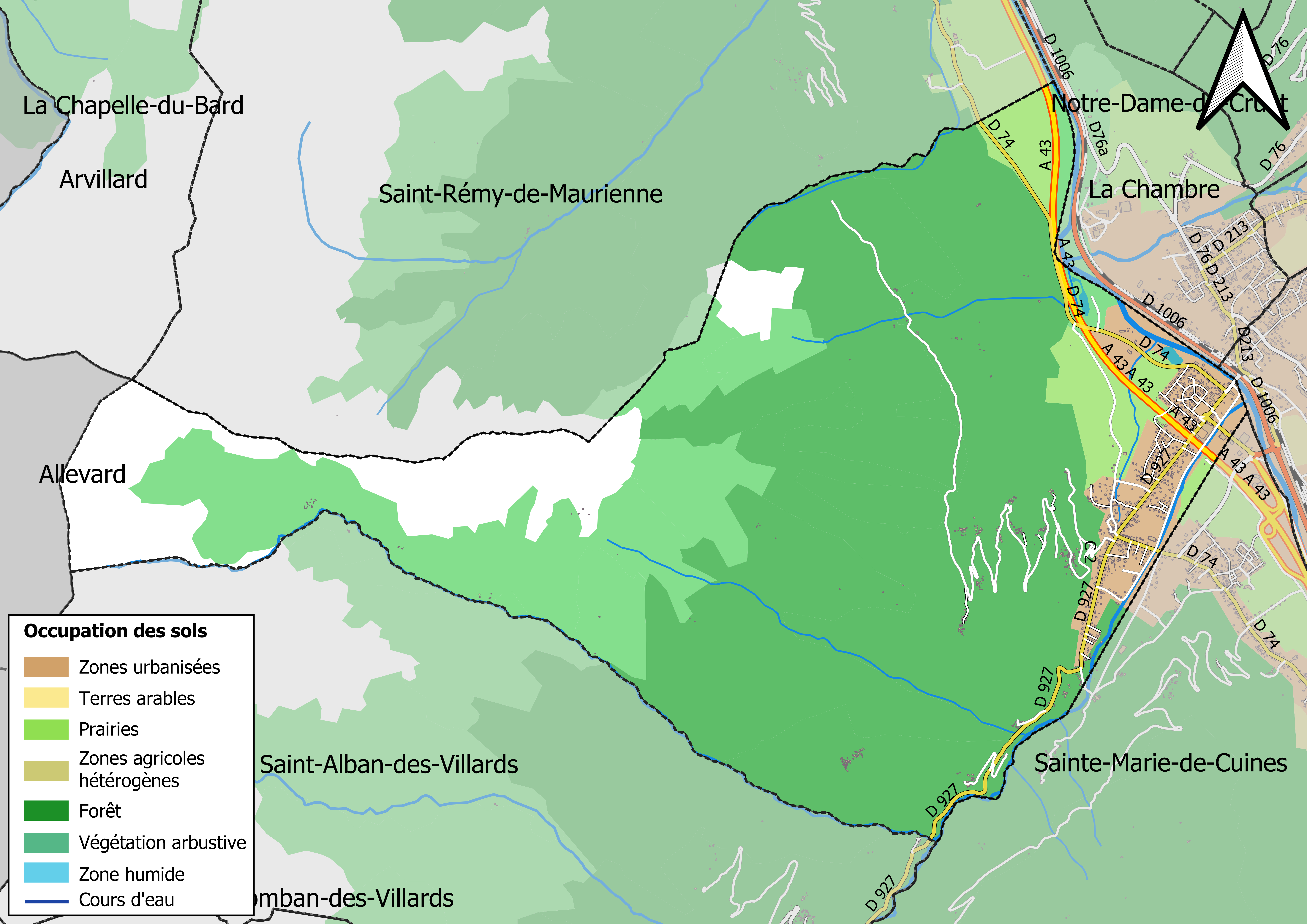
Kaart van de gemeente met de belangrijkste infrastructuur, bodemgebruik en omliggende gemeenten

## Demografie
Onderstaande figuur toont het verloop van het inwonertal (bron: INSEE-tellingen).

## Sport
- AS Cuines-Val d'Arc, voetbalclub.

## Bekende inwoners
- Jérôme Tissot, beter bekend als Muttonheads, Diskjockey.